# Движение за неделимый Израиль
Движение за Великий Израиль (ивр. התנועה למען ארץ ישראל השלמה‎ «Тнуа ле-Эрец-Исраэль ха-шлема») — политическая организация в Израиле в 1960-х и 1970-х годах, которая придерживалась идеологии Великого Израиля.
Организация была создана в июле 1967 года, через месяц после того, как Израиль захватил сектор Газа, Синайский полуостров, Западный берег и Голанские высоты в ходе Шестидневной войны. Его основатели представляли из себя смесь лейбористских и ревизионистских сионистов с участием писателей и поэтов, в том числе Натан Альтерман, Аарон Амир, Хаим Гури, Рэйчел Янаит Бен-Цви, Ицхак Табенкин, Ицхак Цукиерман, Зивия Любеткин, Элиэзер Ливне, Моше Шамир, Шмуэль Катз Вильней, Ури Цви Гринберг, Шмуэль Йосеф Агнон, Иссер Харель, Исраэль Эльдад, Дан Толковский и Авраам Йоффе. Они призвали правительство Израиля сохранить захваченные территории и заселить их еврейским населением.
На выборах в Кнессет в 1969 году оно входило в «Список земель Израиля», но набрал только 7 561 голос (0,6 %) и не смог преодолеть электоральный барьер в 1 %. До выборов 1973 года он присоединился к «Ликуду», альянсу Херута, Либеральной партии, «Свободному центру» и Национальному списку. «Ликуд» получил 39 мест, одно из которых было выделено Движению за Большой Израиль и занято Авраамом Йоффе.
В 1976 году движение объединилось с Национальным списком и Независимым центром (отколовшимся от Свободного центра), образовав «La’am», который оставался в составе Ликуда до его слияния с Херутом в 1984 году. Двое из его членов, Моше Шамир и Цви Шилоах, позже стали членами Кнессета от партии Ликуд и Техия.